# Turniej Przyjaźni Polsko-Węgierskiej
Turniej Przyjaźni Polsko-Węgierskiej – coroczny turniej szachowy, odbywający się w Katowicach. Po raz pierwszy zorganizowany w 2013 roku.

## Historia
Pierwsza edycja turnieju została zorganizowana w dn. 23–24 marca 2013 w katowickim Spodku. Organizatorami były miasta Katowice i Miszkolc oraz Śląski Związek Szachowy. Pierwszym zwycięzcą został Bartosz Soćko. W 2015 specjalnymi gośćmi na tych zawodach byli prezydenci Polski i Węgier Bronisław Komorowski i János Áder oraz gwiazda węgierskich szachów Judit Polgár. Od 2015 roku turniej odbywał się w Międzynarodowym Centrum Kongresowym. Długoletnim dyrektorem turnieju był Łukasz Turlej. W 2020 roku z powodu ograniczeń spowodowanych pandemią COVID-19 liczbę uczestników ograniczono do 250, a sam turniej trwał jeden dzień. W 2021 roku ponownie zawody zorganizowano w Spodku. W 2022 roku turniej nie odbył się. Od 2023 roku turniej organizowany jest w Międzynarodowym Centrum Kongresowym.

## Charakterystyka
Turniej jest rozgrywany systemem szwajcarskim w tempie szachów szybkich w sześciu grupach: otwartej (open) oraz pięciu juniorskich, od A do E. Początkowo w grupach od open do C zawodnicy dysponowali tempem 15 minut + 10 sekund, a w grupach D i E – 30 minut. W 2019 roku zmniejszono czas do namysłu w grupach od open do C, do 10 minut + 5 sekund na zawodnika. W 2021 roku ponownie rozegrano zawody w tempie 15 minut + 10 sekund. W 2024 roku turniej Open został zmieniony na Puchar 100-lecia Śląskiego Związku szachowego, rozegrany został tempem 11 rund 10 minut + 5 sekund (reszta grup została rozegrana w niezmienionej formie 9 rund 15 min + 10 sekund). Turniej grupy Open oraz turnieje dziecięce trwają 2 dni (ilość grup dziecięcych zmieniała się z czasem, w 2024 były to grupy A-D). Dodatkowo dzień przed Turniejem Przyjaźni Polsko-Węgierskiej odbywa się Drużynowy Puchar Polski w Szachach Błyskawicznych, Turniej Przyjaźni Polsko-Węgierskiej razem z Drużynowym Pucharem Polski w Szachach Błyskawicznych oraz z wydarzeniami towarzyszącymi tworzą Katowicki Festiwal Szachowy.

## Zwycięzcy w grupie open
| Rok  |                        |                        |                        |
| ---- | ---------------------- | ---------------------- | ---------------------- |
| 2013 | Bartosz Soćko          | Zbigniew Pakleza       | Monika Soćko           |
| 2014 | Michał Olszewski       | Maciej Klekowski       | Marcin Tazbir          |
| 2015 | Radosław Wojtaszek     | Zbigniew Pakleza       | Kacper Piorun          |
| 2016 | Kacper Piorun          | Bartosz Soćko          | Tamás Bánusz           |
| 2017 | Aleksander Miśta       | Bartłomiej Heberla     | Siergiej Azarow        |
| 2018 | Kacper Piorun          | Bartosz Soćko          | Aleksander Hnydiuk     |
| 2019 | Radosław Wojtaszek     | Wojciech Moranda       | Jurij Wowk             |
| 2020 | Bartosz Soćko          | Igor Janik             | Kamil Mitoń            |
| 2021 | Bartłomiej Heberla     | Szymon Gumularz        | Krzysztof Jakubowski   |
| 2022 | turnieju nie rozegrano | turnieju nie rozegrano | turnieju nie rozegrano |
| 2023 | David Navara           | Witalij Bernadskij     | Paweł Teclaf           |
| 2024 | Radosław Wojtaszek     | Paweł Czarnota         | Jan Klimkowski         |